# Libera/Sognare è vita
Libera/Sognare è vita è un singolo di Mia Martini, pubblicato il 12 marzo 1977 per l'etichetta discografica Come Il Vento.

## Descrizione
Il disco viene proposto per rappresentare l'Italia, al XXII Gran premio Eurovisione della canzone, tenutosi a Londra, il 7 maggio 1977.

## Storia

### Libera
All'inizio del 1977, la fama internazionale di Mia Martini si amplia: nel novembre del '76 aveva tenuto un concerto per la televisione francese, intitolato Recital de Mia Martini. 
Proprio in questa occasione avviene l'incontro con Charles Aznavour, il quale si disse incantato dalla voce di Mia Martini, il quale la vuole al suo fianco per una tournée teatrale di grande successo in Italia e in Europa. I continui successi dell'interprete calabrese spingono quindi la Rai a puntare su di lei come rappresentante dell'Italia alla 22esima edizione dell'Eurovision Song Contest. Gli autori della CIV fanno a gara per sottoporle un pezzo da presentare alla rassegna europea. Tra i brani in esame figurano: Libera (di Salvatore Fabrizio e Luigi Albertelli), Per amarti (di Maurizio Fabrizio e Bruno Lauzi) e due brani scritti da Carla Vistarini, Luigi Lopez e Fabio Massimo Cantini: Appassionati (incisa poi da Rita Pavone) e Sognare è vita. Alla fine, la scelta cade su Libera, che Mia Martini incide assieme al gruppo vocale dei Pandemonium.

Di questa canzone vengono registrate almeno due versioni. Salvatore Fabrizio, autore della musica, racconta: 
La linea testuale, a cura di Luigi Albertelli segue alla perfezione gli arrangiamenti in stile disco music. Il pezzo parla infatti di una donna che sa cosa vuole: libera di parlare, di agire indipendentemente dalla figura maschile, fino a toccare la tematica dell'aborto, all'epoca molto discussa e censurata.

### Sognare è vita
Brano scritto da Carla Vistarini, Luigi Lopez e Fabio Massimo Cantini, venne inizialmente selezionato come possibile brano concorrente alla manifestazione europea. La canzone verrà poi pubblicata come lato B del 45 giri. 
Luigi Lopez, autore della musica, ricorderà: 

## Successo e classifiche
I risultati dell'Eurofestival sono poco incoraggianti, Libera chiude la gara con 33 punti ottenuti, posizionandosi 13º nella classifica finale, ma il disco diviene uno dei più venduti della rassegna di quell'anno, grazie anche alla promozione europea in Francia, Germania, Spagna e Inghilterra. Libera viene poi esportata in Canada, Giappone, Bolivia, Grecia e, successivamente, tradotta in tre lingue.
Nonostante l'esito lusinghiero del disco in tutta Europa, nessuna delle due tracce viene inserita in alcun album. Libera verrà pubblicata nella compilation postuma Gli anni settanta, del 1998, mentre Sognare è vita vedrà la luce solo nel 2005, con la raccolta La neve, il cielo, l'immenso.

## Tracce
Lato A
1. Libera – 4:02 (testo: Luigi Albertelli – musica: Salvatore Fabrizio)

Lato B
1. Sognare è vita – 3:55 (testo: Carla Vistarini – musica: Luigi Lopez, Fabio Massimo Cantini)